# Ludger K.
Ludger K. (Ludger Kusenberg; * 1972 in Duisburg) ist ein deutscher Stand-Up-Kabarettist und Polit-Comedian und Moderator. Als Journalist war Ludger Kusenberg beim WDR Fernsehen in Düsseldorf und Duisburg tätig.

## Werdegang
Ludger Kusenberg wuchs in Moers auf, sein Vater war Beamter.
Er macht „konservatives“ Kabarett. Ludger K. hat mehr als 1000 Varieté-Shows moderiert, ist regelmäßig im Quatsch Comedy Club und trat mehrfach solo in Die Wühlmäuse auf. Die Liste seiner Auszeichnungen ist lang, u.a Kabarettbundesliga, Heiligenhafener Lachmöwe und der 2. Preis beim Pokal aus Frottee.

## Programme
- 2008: RTL ist alles schuld![6]
- 2013: Hilfe, ich werde konservativ[6]
- 2016: Was Nietzsche über Merkel wusste[6]
- 2023: Ludger K. – Orwell war ein Optimist![2]
- 2023: Ludgers Welt[7]
- 2024: Schluss. Aus. Sense.[8]

## Auszeichnungen
- 2013: Kabarettbundesliga[9]
- Heilighafener Lachmöwe[5]
- Pokal aus Frottee (2. Preis)[3]